# Janice Bolland
Pour les articles homonymes, voir Bolland (homonymie).
Janice Bolland née le 25 janvier 1966 à Cheyenne, est une coureuse cycliste professionnelle américaine.

## Palmarès sur route
- 1990
  - Tour de Somerville
  - 2e du International Tour de Toona
- 1991
  -  Médaillée de bronze de la course en ligne aux Jeux panaméricains
- 1992
  -  Championne du monde du contre-la-montre par équipes (avec Danute Bankaitis-Davis, Eve Stephenson, Jeanne Golay)
- 1993
  - Mount Evans Hill Climb
  - 2e du championnat du monde du contre-la-montre par équipes

## Palmarès de cyclo-cross
- 1995
  -  Championne des États-Unis de cyclo-cross
- 1996
  - 2e du championnat des États-Unis de cyclo-cross